# 한소영
한소영 (본명: 안소영, 1987년 1월 1일 ~ )는 대한민국의 배우이다.

## 학력
- 명지전문대학 연극영상과 전문학사 (졸업)

## 경력
| 연도   | 사항                  |
| ------ | --------------------- |
| 2011.7 | 보령축제머드 홍보대사 |

## 출연작

### 드라마
| 연도 | 방송사     | 제목                 | 역할          | 비고    |
| ---- | ---------- | -------------------- | ------------- | ------- |
| 2007 | SBS        | 심리극장 천인야화    |               | 32부작  |
| 2010 | 한국경제TV | 김과장 & 이대리      | 회계과 여직원 | 5부작   |
| 2013 | MBC QueeN  | 네일샵 파리스        | 김지수        | 10부작  |
| 2013 | tvN        | 환상거탑             | 이유리        | 8부작   |
| 2014 | tvN        | 잉여공주             | 소대리        | 10부작  |
| 2015 | MBC        | 화려한 유혹          | 양지은        | 50부작  |
| 2016 | SBS        | 끝에서 두번째 사랑   | 나주연        | 20부작  |
| 2016 | MBC        | 아버님 제가 모실게요 | 나소희        | 50부작  |
| 2017 | tvN        | 크리미널 마인드      | 강지연        | 20부작  |
| 2020 | MBC        | 찬란한 내 인생       | 남지애        | 127부작 |
| 2024 | KBS2       | 스캔들               |               | 102부작 |

### 영화
| 연도 | 제목                      | 역할     | 비고 |
| ---- | ------------------------- | -------- | ---- |
| 2004 | 분신사바                  |          |      |
| 2011 | 우리가 연애를 못하는 이유 | 오혜지   |      |
| 2013 | 꼭두각시                  | 유리     |      |
| 2013 | 소원택시                  | 혜리     |      |
| 2017 | 로마의 휴일               | 유란     |      |
| 2018 | 물괴                      | 명이엄마 |      |

### 뮤직비디오
| 연도 | 가수          | 제목            | 비고 |
| ---- | ------------- | --------------- | ---- |
| 2011 | RAM           | 〈사랑에 속아〉 |      |
| 2011 | 마이티 마우스 | 〈랄랄라〉      |      |

### 예능
- 2008년 MBC 에브리원 <싱글즈 시즌2>
- 2020년 JTBC <육자회담>
- 2021년 ~ 현재 iHQ <돈쭐내러 왔습니다>
- 2022년 MBC <전지적 참견 시점>
- 2023년 ~ 현재 JTBC <셰프들의 치킨 전쟁, 닭, 싸움>

## 유튜버 활동
'쏘영'이라는 이름으로 유튜브를 운영하고있다. 컨텐츠는 음식을 먹는 것이고, 대식가다. 현재 구독자 수는 1030만명이다.